# Rogów Legnicki
 (janvier 2009).
 (février 2025).
Si vous disposez d'ouvrages ou d'articles de référence ou si vous connaissez des sites web de qualité traitant du thème abordé ici, merci de compléter l'article en donnant les références utiles à sa vérifiabilité et en les liant à la section « Notes et références ».
En pratique : Quelles sources sont attendues ? Comment ajouter mes sources ?
Rogów Legnicki (en allemand : Rogau bei Leubus, après la guerre Rogów Lubiąski) est un village polonais du district administratif de Prochowice (gmina), situé dans le powiat de Legnica, au sein de la voïvodie de Basse-Silésie (sud-ouest de la Pologne).

## Histoire
L'ancien nom du village est Rogau, nom allemand du village probablement dérivé du mot slave corne, ou du polonais rogacza. En 1945, le village est renommé Rogów Legnicki.
Le monastère de Lubiąż achète une ferme dans Rogowie après la sécularisation de 1820.
Le ministre prussien du trésor, Christian von Rother, ayant prévu la création d'une résidence familiale, a ordonné la construction du château. Il est l’œuvre de l'architecte Karla Fredricha Schinkla au début du XIXe siècle. Les documents cadastraux, à partir du milieu du XIXe siècle, montrent qu'aux alentours du château, il y avait une autre construction qui devait être une salle de bal. Les deux constructions, qui ont disparu aujourd'hui, ont été détruites par les héritiers et terminées par les Russes après 1945.
À la fin du XIXe siècle, le village disposait d'une auberge, d'une distillerie, d'une forge et d'une école catholique Filialna.

## Géographie
Rogów Legnicki se situe à proximité de Kawice et Kwiatkowice dans la partie orientale de Prochowice (gmina).
La commune est couverte de 5 étangs. La frontière nord-est du village est l'Oder, où se trouve une forêt alluviale dans la zone protégée de la vallée.

## Économie
Les habitants de Rogów Legnicki exploitent une douzaine de moyennes et petites exploitations, quelques élevages de volailles et une grande fabrique d'aliments pour animaux.